# Nadobna Paskwalina

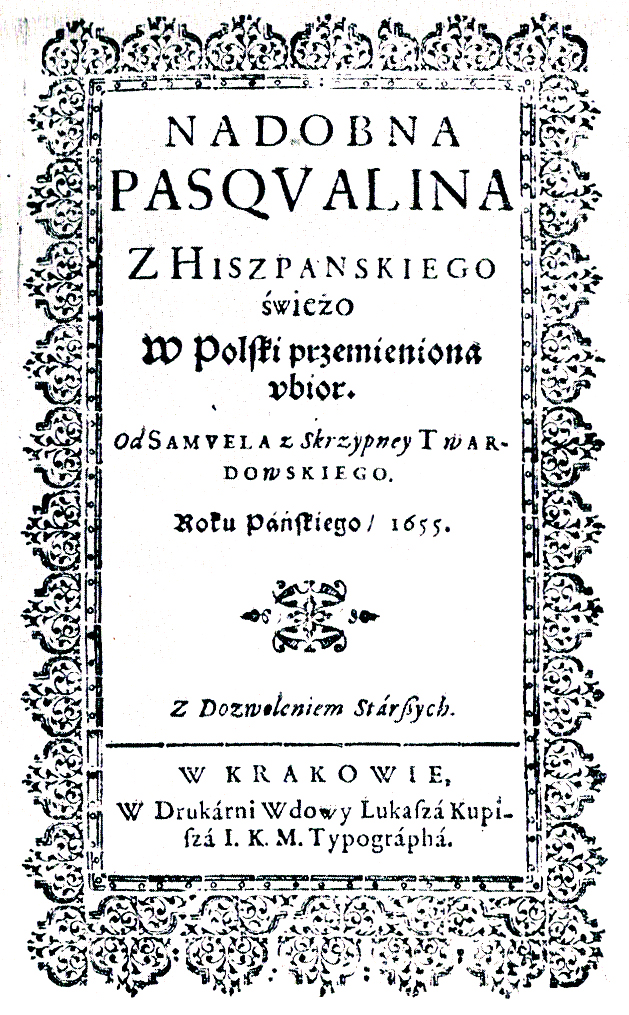
Strona tytułowa pierwszego wydania utworu. Egzemplarz w gdańskiej Bibliotece PAN

Nadobna Paskwalina – wierszowany epicki romans barokowy Samuela Twardowskiego opublikowany w 1655 roku w Krakowie, zadedykowany mecenasowi pisarza, Krzysztofowi Opalińskiemu.
Utwór zawiera elementy pseudohistoryczne, przygodowe, erotyczne, fantastyczne, alegoryczne i moralizatorskie. Opowiada o konflikcie pomiędzy piękną kobietą, tytułową Paskwaliną, a Wenerą, w którym bohaterka uwalniając się spod władzy miłości zmysłowej, znajduje przystań w miłości Bożej. Część akcji utworu dzieje się w Lizbonie.
Romans jest swobodnym przekładem (adaptacją) nieodkrytego do dzisiaj hiszpańskiego pierwowzoru. Do obecnych czasów zachował się tylko jeden egzemplarz pierwszego wydania Nadobnej Paskwaliny.

## Okoliczności powstania
Nadobna Paskwalina została ukończona w 1653 roku, po dziesięciu latach pracy. Drukiem ukazała się dwa lata później w 1655 roku. W tym czasie Twardowski pracował równocześnie nad Wojną domową. Wydanie Nadobnej Paskwaliny opóźniła śmierć typografa krakowskiego Łukasza Kurpisza (druk ukończyła wdowa po nim).
Na stronie tytułowej autor zamieścił następującą informację: Z hiszpańskiego świeżo w polski przemieniona ubiór. Sugeruje to fakt istnienia pierwowzoru, jednakże badacze przypuszczają, że Twardowski nie władał językiem hiszpańskim. Istnieją hipotezy, że posłużył się już istniejącą polską adaptacją utworu w formie prozatorskiej nieznanego autorstwa. Rękopis tego przekładu, odkrytego w Bibliotece Archidiecezjalnej przy Seminarium Metropolitalnym w Warszawie, pochodzi najprawdopodobniej z końca XVI lub z początku XVII wieku i został zatytułowany O nadobnej Paskwalinie jako prze gładkość swą od Wenera wiele ucierpieć miała.

## Fabuła

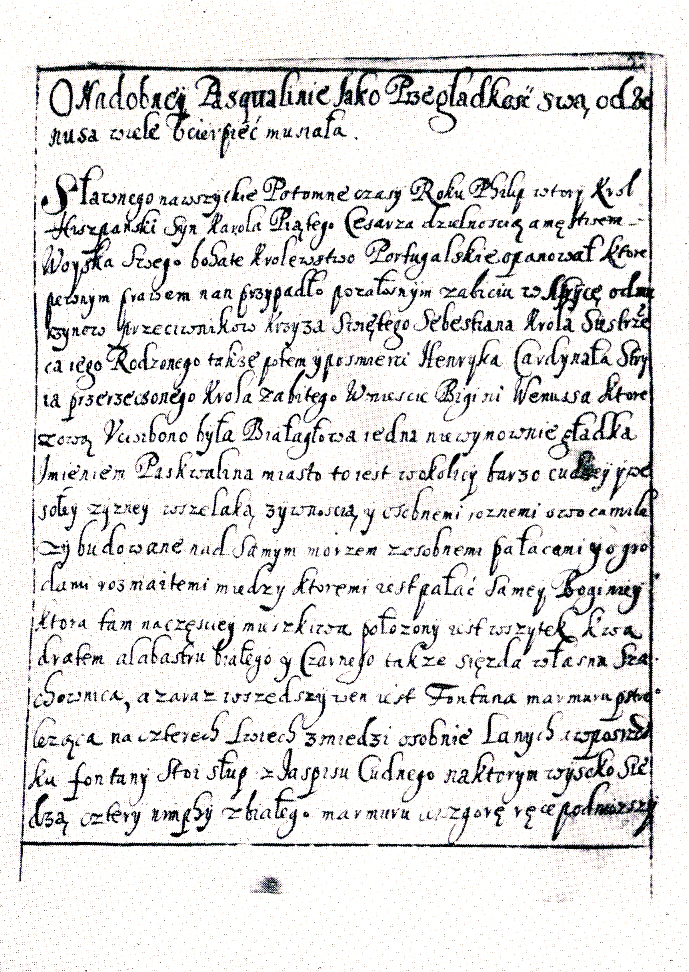
Początek rękopisu romansu O nadobnej Paskwalinie nieznanego autorstwa, na którym prawdopodobnie wzorował się Samuel Twardowski.

Utwór rozpoczyna się opisem Lizbony, następnie przechodzi do opisu pałacu Wenery oraz urody Paskwaliny. Wśród mężczyzn panuje opinia, że jest ona piękniejsza od bogini miłości, z czym zresztą zgadza się sama Paskwalina. Zostaje za to ukarana przez Wenerę nieodwzajemnioną miłością do Oliwera, a wyrok bogini wykonuje Kupido. Za namową Stelli, swojej opiekunki, Paskwalina postanawia udać się w podróż do świątyni Minerwy po pomoc. Po drodze odwiedza świątynię Junony, spotyka rybaka, pasterzy, Apollina i Dianę. W efekcie trafia na złotą łąkę, gdzie mści się na Kupidynie niszcząc jego atrybuty (łuk i strzałę). Zostaje związana, ale szybko uwalnia ją Satyr. Dociera do świątyni Minerwy, gdzie zostaje oczyszczona, po czym powraca zwycięsko do Lizbony. Wenera pokonana przez Paskwalinę ucieka z miasta.

## Konstrukcja romansu
Nadobna Paskwalina składa się z trzech części zwanych Punktami. Punkt I zawiera 1492 wersy, II – 1364, III – 1094 wersy. W tym epickim utworze trzecioosobowy wszechwiedzący narrator ujawnia się tylko w inwokacji, natomiast w dalszych partiach tekstu pozostaje ukryty. Jego zniknięcie ma zasugerować czytelnikowi, że opowiadana historia jest prawdą. Funkcję narratora przejmują monologi bohaterów, głównie monolog Stelli.
W tekście występuje 55% przytoczeń monologów bohaterów w stosunku do 45% narracji, co zbliża utwór do późniejszej epiki romantycznej. Najważniejszymi przytoczeniami, skierowanymi głównie do czytelnika, są:
- W Punkcie I monolog Stelli (w. 444–654, 379–438, 1023–1064 i 1113–1147), monolog Felicyi, kapłanki Minerwy (w. 1246–1488)
- W Punkcie II monologi rybaka (w. 151–190), Apollina (w. 649–775), Diany (w. 880–928, 934–1011, 1042–1098, 1105–1149, 1300–1323, 1329–1362)
- W Punkcie III monologi Paskwaliny (w. 176–196, 329–356, 398–471), Satyra (w. 501–567, 584–626), Belizy (662–772)[7].

Stanowią one w sumie 1458 wierszy, czyli 37% całego tekstu (na 2172 wersów, tzn. 55% wspomnianych przytoczeń ogółem). Monologi te przejmują zadania narratora, np. przekazują czytelnikowi minione wydarzenia, pełnią także funkcję perswazyjną (mają przekonać Paskwalinę, ale także czytelnika, do przyjęcia określonej postawy).
Akcja utworu, wbrew romansowej tradycji, nie rozgrywa się w szybkim tempie i nie zmierza konsekwentnie do rozwiązania. Konflikt pomiędzy Paskwaliną a Wenerą ma charakter umowny, jest pretekstem do ukazania procesu wewnętrznej przemiany bohaterki oraz uwolnienia się jej ze zgubnego uczucia miłości. Ta pretekstowa fabuła została wzmocniona przez liczne epizody oraz ekspozycję emocji Paskwaliny. Drobiazgowo zostają przedstawione gesty, wypowiedzi, myśli bohaterów oraz szczegóły otoczenia, a wszystko zostaje logicznie uporządkowane. Psychologia postaci w utworze została tym samym znacznie pogłębiona. Poprzez pokonywanie trudów i niebezpieczeństw oraz przez wykonywanie zadań zleconych przez Stellę, Felicyję, Apollina, Dianę, Belizę, a nawet przez rybaka i pasterzy Paskwalina dojrzewa duchowo oraz w efekcie przezwycięża zgubne uczucie miłości.
Nadobna Paskwalina została zbudowana z trzynastozgłoskowca stychicznego, znanego już literaturze polskiej (Żywot Józefa, Wizerunk własny żywota człowieka poczciwego Mikołaja Reja). Autor przestrzegał sylabowca ścisłego i jego podstawowych wyznaczników: izosylabizmu, rymu żeńskiego, paroksytonicznego akcentu w klauzuli. Występuje regularna średniówka (7+6), z mocnymi zakończeniami wewnątrz niej (40%, co ponownie zbliża utwór do romantycznej powieści poetyckiej, np. Maria Malczewskiego ma ich 44%, natomiast Transakcja wojny chocimskiej Potockiego tylko 20%). Ponadto autor wprowadził w swoim tekście mocne działy poza średniówką: 4+3+6, także 2+2+3+6, 3+4+6, 2+5+6 itd., w sumie 25% wersów. Zdania w Nadobnej Paskwalinie przeważnie nie zamykają się w wersach, ale występują od średniówki do średniówki.
Utwór jest przykładem dojrzałego baroku, a ściślej jego odmiany sarmackiej. Charakteryzuje się przeładowaniem, egzotyką, orientalną stylistyką i drobiazgowym opisem. Wśród trzech części poematu wyróżnia się Punkt I dzięki rozbudowanym epitetom oraz nagromadzeniem przysłów (ok. 70 w całym utworze), oraz nadmiarem słów pochodzenia łacińskiego („area”, „ceduła”, „certować”, „fawor”, „pretekst”). W rymach natomiast występują fonetyczne kolokwializmy, a nawet prowincjonalizmy.